# Čong Song-ok
Čong Song-ok (hangul: 정성옥, anglický přepis: Jong Song-ok; * 18. srpna 1974 Hedžu) je severokorejská běžkyně specializující se na maratonský běh, mistryně světa z roku 1999.
V roce 1996 startovala na olympiádě v Atlantě v maratonu a do cíle doběhla dvacátá. O tři roky později zvítězila na této trati na mistrovství světa v Seville, když si vytvořila osobní rekord 2:26:59. Stala se tak dosud jedinou mistryní světa v atletice ze Severní Koreji.